# Stictogryllacris pallidus
Stictogryllacris pallidus är en insektsart som beskrevs av Lucien Chopard 1954. Stictogryllacris pallidus ingår i släktet Stictogryllacris och familjen Gryllacrididae. Inga underarter finns listade i Catalogue of Life.